# Ашмака

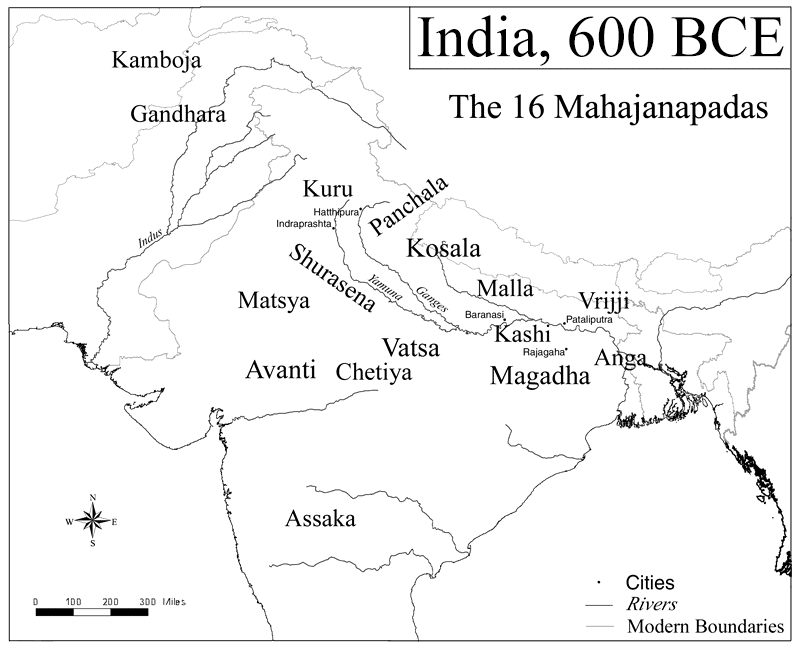
Магаджанапади

Ашмака (санскр. अश्मक, Aśmaka IAST) або Ассака — царство в Стародавній Індії. Розташування його остаточно не з'ясовано. Так, «Брахманда-пурана» називає Ашмаку однією з держав Південної Індії, «Курма-пурана» згадує її у зв'язку з Пенджабом, а «Бріхат-самхіта» поміщає Ашмаку на північному заході Індії. Дослідник Ріс Девідс вважав, що Ашмака — це держава Ассака буддійського періоду. Згідно з буддійським текстом «Ангуттара-нікая», Ассака була у VI столітті до н. е. однією з шістнадцяти магаджанапад. Країна ця розташовувалась на берегах ріки Ґодаварі, столицею її була Потана (Поталі). Буддійський текст «Махаговінда-суттанта» згадує Бгагадатту, правителя Ашмаки. У «Матсья-пурані» наведено список 25 правителів Ашмаки.
За часів Ашоки царство стало частиною країни Махараштри. Бгатта Свамі, коментатор «Архашастри» Каутільї, також ідентифікує Ашмаку з Махараштрою.